# Roland TR-808

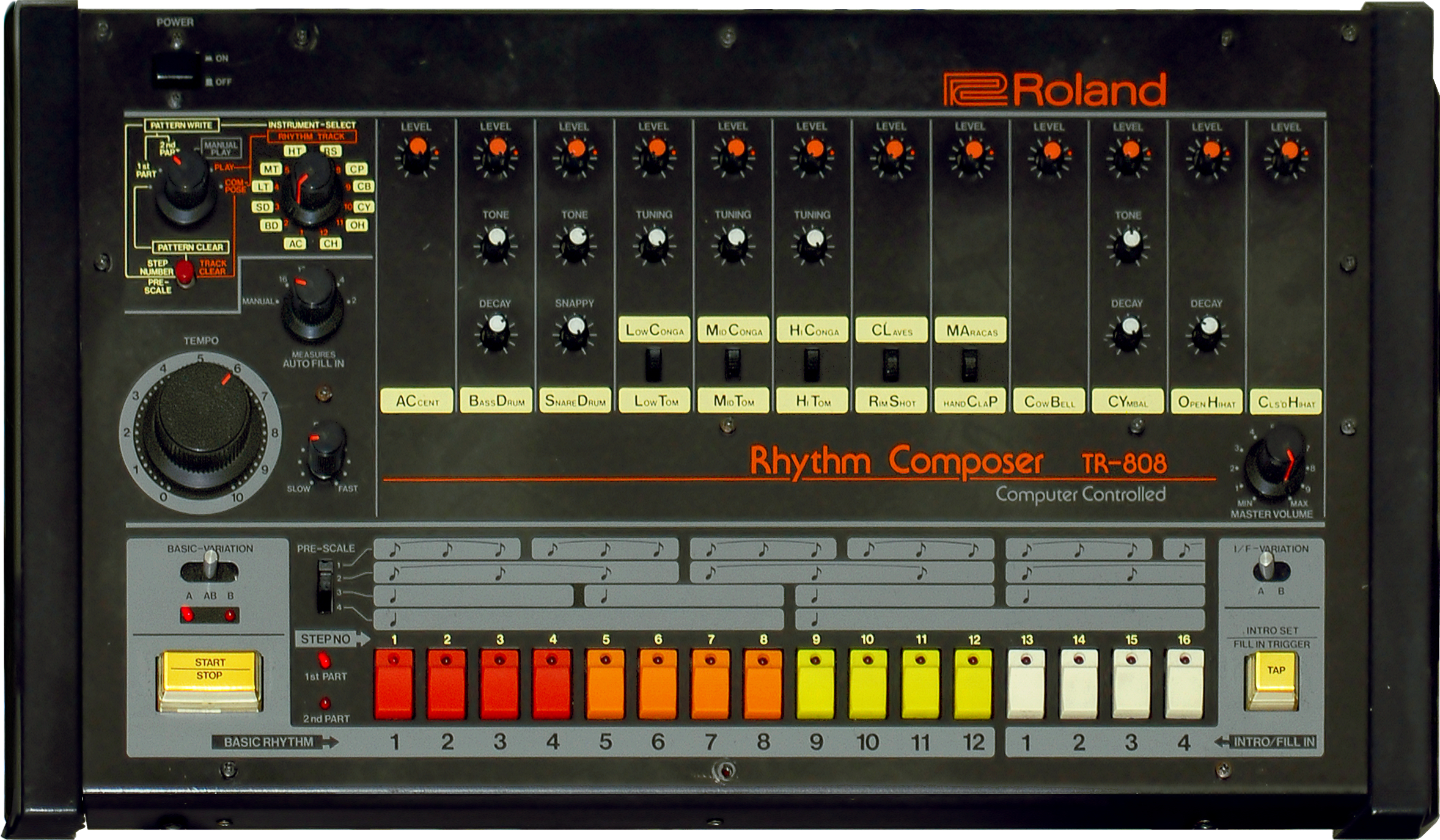
Roland TR-808 Rhythm Composer

Roland TR-808 Rhythm Composer foi a primeira caixa de ritmos programável. Introduzida pela Roland Corporation no final de 1980, ela foi originalmente manufaturada para ser usada como uma ferramenta de músicos de estúdio para criar demos de composições.
Um dos primeiros usos deste instrumento musical foi uma apresentação ao vivo da Yellow Magic Orchestra em dezembro de 1980 na canção "1000 Knives", composta por Ryuichi Sakamoto. O TR-808 foi um avanço em relação à caixa de ritmos anterior da Roland, o modelo CR-78, com um som mais pesado, mais opções de sons e melhores controles para permitir controle ao utilizador em tempo real. Seu lançamento foi anterior ao da interface MIDI, entretanto, devido a sua popularidade, vários fabricantes passaram a fornecer kits MIDI para o sintetizador nos anos seguintes.
Somente em meados da década de 1980, anos após a descontinuação do TR-808, seu som tornou-se popular na música. No final da década de 1980 o instrumento já era bastante popular na música eletrônica e no hip-hop.

## No Brasil
A Roland TR-808 é uma bateria eletrônica icônica que teve um grande impacto na música brasileira, especialmente no funk carioca e no rap nacional. Alguns artistas que utilizaram a TR-808 incluem: Claudinho e Buchecha, Os Hawaianos, Bonde do Tigrão, DJ Marlboro, e muitos outros produtores de funk e hip-hop. Além do funk, a TR-808 também foi utilizada em outros gêneros, como o manguebeat e o samba-rock, com artistas como Nação Zumbi e Tim Maia experimentando com seus sons. 
Funk Carioca e a TR-808:
A TR-808 se tornou um elemento fundamental do funk carioca, com seu som de bumbo grave e percussivo, conhecido como "808". O groove característico da 808, com seu bumbo potente, define a batida de muitas músicas do gênero. Artistas como Claudinho e Buchecha, Os Hawaianos, Bonde do Tigrão e DJ Marlboro foram pioneiros na incorporação da TR-808 no funk, criando sucessos que marcaram época. 
Outros Gêneros e Artistas:
A influência da TR-808 não se limitou ao funk. O manguebeat, um movimento cultural e musical de Pernambuco, também abraçou a 808, com a Nação Zumbi utilizando o instrumento em suas músicas, combinando elementos do rock, funk, maracatu e música eletrônica. Tim Maia, um dos maiores nomes da música brasileira, também experimentou com a TR-808 em algumas faixas, mostrando a versatilidade do instrumento. 
Impacto e Legado:
A Roland TR-808 se tornou um símbolo da música brasileira, com seu som reconhecido e amado por muitos. O legado da 808 continua vivo na produção musical contemporânea, com produtores e artistas utilizando-a como fonte de inspiração e elemento central em suas músicas. Além do som, a 808 também se tornou um símbolo cultural, representando a batida e a energia da música brasileira. 